# Марпа
Марпа Чокьи Лодрё (тиб. མར་པ་ལོ་ཙཱ་བ་ཆོས་ཀྱི་བློ་གྲོས, Вайли mar pa chos kyi blo gro; кит. 馬爾波, 1012—1097, имя при рождении Дарма Вангчук), или Марпа-лоцзава (тиб. переводчик) — лама-мирянин, который принёс из Индии в Тибет многие элементы буддийского учения Ваджраяны, включая Махамудру, в дальнейшем сформировавшие линию кагью и вошедшие в школу гелуг.

## Биография

### Ранние годы
Марпа Дарма Вангчук родился в 1012 году на юге Тибета, в селе Песар округа Лходрак в семье зажиточных землевладельцев. По сравнению со старшими братьями отличался необузданным и упрямым нравом. В 1014 году получил буддийское Прибежище под именем Чокьи Лодрё, и выучился чтению и письму. После этого родители отправили его к известному тибетскому переводчику Дрогми, где Марпа в течение трёх лет в совершенстве выучил письменный классический санскрит и разговорные индийские диалекты. Вернувшись в Лходраг, Марпа, вопреки желанию родителей, продал полагающуюся ему часть наследства с намерением совершить путешествие в Индию.

### Поездки в Индию

#### Первое путешествие

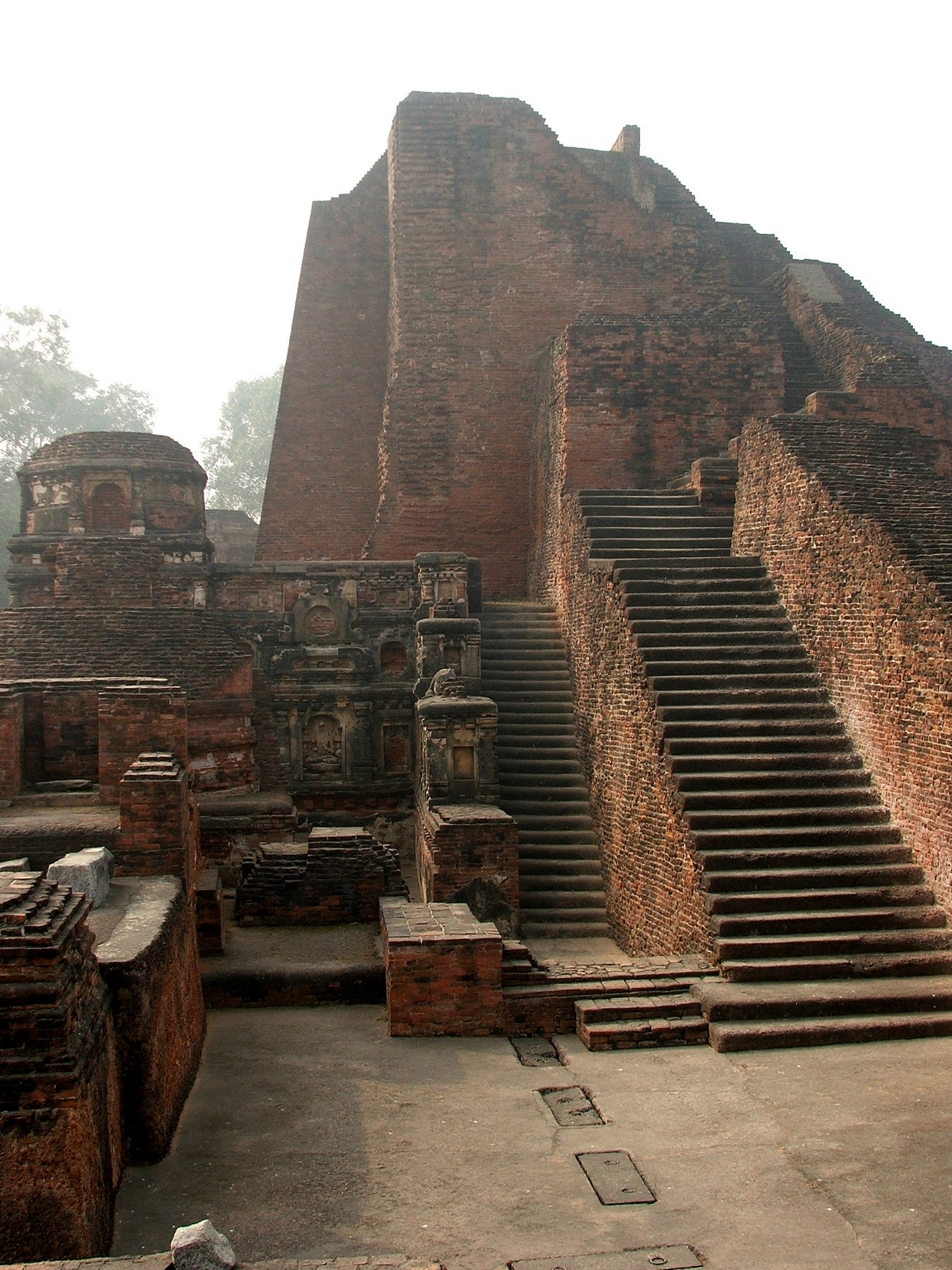
Современные руины Наланды

В Циннесаре, в верхнем Ньянге, Марпа встретил другого тибетца-переводчика, Ньо-лоцзаву, и они вместе отправились в Непал. В Непале Марпа получил посвящение в Шри Чатухпитху и учение о выбросе сознания от Читхерпы, ученика бывшего настоятеля университета Наланда и знаменитого махасиддхи Наропы. В Сваямбунатхе, чтобы привыкнуть к индийскому климату, Марпа задержался на три года. По прибытии в Наланду в 1057 году Марпа узнал, что Наропа давно покинул университет, однако через несколько дней получил послание от Наропы, содержащее требование приехать к нему в Магадху, в Пуллахари. Ньо-лоцзава отказался сопутствовать Марпе. По приезде в Пуллахари Наропа даровал Марпе посвящения Хеваджры, разъяснил второй раздел Хеваджра-тантры, Ваджрапанджару и Сампуту. После этого Наропа отправил его к Джянагарбхе за посвящением Гухьясамаджи, а затем — к Кукурипе за Махамаей. Относительно ученичества Марпы Наропа, согласно традиции, сказал следующее:
В соответствии с предсказаниями моего гуру 
Мой сын, Марпа Лодрё, достойный сосуд, 
Пришёл из северной Страны Снегов, 
Чтобы стать моим преемником.
Позже Марпа посетил Бенгалию, чтобы поклониться статуе Касарпани, а затем вернулся в Наланду, где сравнил свои знания в буддийской тантре с познаниями Ньо, и обнаружил глубину полученных учений. Затем Марпа получил разрешение у Наропы на обучение у Майтрипы. Майтрипа даровал ему посвящения в Махамудру, а также комментарий на тантру «Арья-Манджушри-намасамгити». Опять же по рекомендации Наропы Марпа получил новое посвящение в Чатухпитху от некоей йогини традиции кусулипа.
Проведя в Непале и Индии в общей сложности 12 лет, Марпа исчерпал свои запасы золота и вернулся в Тибет с намерением совершить новое путешествие, как только он соберёт достаточные средства к существованию. Марпа возвращался в Тибет с Ньо-лоцзавой, который, обнаружив, что Марпа учёнее его, подкупил одного из двух своих компаньонов-пандит, чтобы тот сбросил записи Марпы в воду во время переправы через Ганг. Марпа изобличил Ньо, но скептически отнёсся к предложению последнего сделать копии с его книг, так как полученные ими учения различались. Впоследствии, уже в Тибете, Марпа всё же обратился к Ньо с просьбой об одолжении текстов, однако Ньо отказал под тем предлогом, что такому знатоку, как Марпа, не нужны никакие письменные материалы.

#### Второе путешествие
В Лходраке Марпа дал первое посвящение широкому кругу учеников, и вместе с ними отправился на сбор пожертвований на следующее путешествие. В области Шунг его учеником стал тантрист Нгоктён Чудор, пожертвовавший ему большое состояние и привёдший к нему многих собственных последователей. Под покровительством своего родственника и ученика Марпы Голека Марпа Чокьи Лодрё сумел собрать нужную сумму. После этого Марпа женился на Дагмеме и ещё нескольких женщинах, а после рождения сына Дарма-Додэ вновь отправился в Индию.
После благополучного прибытия в Пуллахари и навещения бывших учителей, Марпа испросил от Наропы посвящение Гухьясамаджи и комментарии к Буддакапала-тантре. Также, в присутствии Наропы, Марпа перевёл тексты всех полученных им тантр и ритуалов на тибетский язык. Перед отбытием Марпы в Тибет Наропа сообщил ему о намерении передать ему в будущем и особое учение о переносе сознания. По прошествии шести лет Марпа вернулся в Тибет.

#### Третье путешествие
После возвращения в Лходрак Марпа стал зажиточным семьянином, отцом семерых сыновей и знаменитым наставником в буддийской Тантре. Однажды, когда один из его учеников, Миларепа, находясь в затворе, получил видение дакини, говорившей о практике переноса сознания, и затем спросил о ней Марпу, Марпа не обнаружил подобного в своих записях. Он вспомнил о желании Наропы встретиться с ним в последний раз, и, несмотря на противодействие жены и многочисленных учеников, прятавших от него походный инвентарь и продовольствие, отбыл в Индию.
Слушай, благородный сын Додебум,

Метён, Нгоктён, Цуртён и Голек -

Четыре моих сердечных сына.

Так я учил тантрам и комментариям.

Слушай, благородный сын Додебум.

Тот, кто сделал всё, что сказал гуру, -

Это Мила Дордже Гьялцен.

Так я вознаградил его устными наставлениями.

Слушай, благородный сын Додебум.

Я, твой отец, старею.

Я пришёл к истощению дхарматы.

Доде, пришло твоё время.

Используя своё великолепие, распространяй учение.

Выполни моё, старика, желание.
Когда Марпа прибыл в Шенг, что в Верхнем Ньянге, он встретил Атишу, знакомого с Наропой по службе в Наланде, и получил от него посвящение Ваджрамалы, но отказался от его предложения оставить поход в Индию и присоединиться к нему в качестве переводчика в его поездке в Тибет. В Непале Марпа узнал, что Наропа готовится к смерти, и поспешил встретиться с ним, однако нашёл его только через два года, в 1069 году, снова в Пуллахари. Наропа передал ему учение Чакрасамвары устной линии дакинь, дал посвящения Хеваджры и Чакрасамвары. После этого Марпа вернулся в Тибет, сопровождаемый учениками, которые прибыли в Непал, где он пережидал зиму.

### Последние годы жизни
К концу жизни Марпа стал одним из авторитетнейших переводчиков и учителей Тибета. Среди его многочисленных учеников лучшими были Нгоктён Чёдор, Миларепа, Метён Ценпо и Цуртён Ванг-нге. Любимый старший сын Марпы, Дарма-Додэ, погиб, разбившись при падении с испуганного коня.
Марпа Чокьи Лодрё умер в 1097 году.